# Гельмут Веркамп
Гельмут Веркамп (нім. Helmuth Wehrkamp; 29 березня 1921, Вільгельмсгафен — 10 березня 1945, Ла-Манш) — німецький офіцер-підводник, оберлейтенант-цур-зее крігсмаріне.

## Біографія
1 грудня 1939 року вступив на флот. З 2 липня 1942 року — 1-й вахтовий офіцер на підводному човні U-629. В січні 1944 року переданий в розпорядження 1-ї флотилії. В березні-червні пройшов курс командира човна. З липня 1944 року — командир U-275, на якому здійснив 5 походів (разом 109 днів у морі). 8 березня 1945 року потопив британський торговий пароплав Lornaston водотоннажністю 4934 тонни, який перевозив 6002 тонни вугілля; всі 48 членів екіпажу пароплава вціліли. 10 березня U-275 був потоплений в Ла-Манші південніше Ньюгевена (50°36′ пн. ш. 00°04′ зх. д.) міною британського мінного поля Brazier E. Всі 48 членів екіпажу загинули.

## Звання
- Кандидат в офіцери (1 грудня 1939)
- Морський кадет (1 травня 1940)
- Фенріх-цур-зее (1 листопада 1940)
- Оберфенріх-цур-зее (1 листопада 1941)
- Лейтенант-цур-зее (1 травня 1942)
- Оберлейтенант-цур-зее (1 січня 1944)